# Social Money
Social Money es el fenómeno social por el cual las personas realizan intercambios monetarios a través de las nuevas tecnologías sin intermediación de entidades bancarias, surgido a partir de las nuevas tecnologías, las redes sociales y las aplicaciones móviles.
Las personas siempre han compartido dinero, pagos en grupo y se han prestado pequeñas cantidades de dinero mutuamente en sus vidas cotidianas. El día a día de las personas arroja numerosas situaciones de este tipo: cenas de trabajo o diferentes grupos de amigos, regalos de cumpleaños, compartir un taxi, organizar la compra de entradas para un concierto o evento, etc. La diferencia es que ahora, gracias a los teléfonos inteligentes y al uso masivo de las redes sociales, estos pagos se convierten en sociales, rápidos y sencillos a través del uso de aplicaciones móviles. Nace así el “dinero social” o Social Money.

## Origen e historia
El término Social Money ha nacido gracias a la transformación social a partir de la crisis financiera de 2008 y del auge de las redes sociales y las aplicaciones móviles.
En palabras de Alexandre Lima, Executive Manager de Mooverang: “La crisis de 2008 generó un cambio de paradigma en el sector financiero. Aumentó la desconfianza de los consumidores hacia los bancos, hubo una mayor concienciación entre la población sobre la imperfección del sistema financiero, y cada vez más usuarios buscaban alternativas para dejar de ser controlados y dependientes de las instituciones financieras tradicionales”.
Esta dinámica de cambio supone el nacimiento de un nuevo sector conocido como Fintech (“Financial Technologies”) alimentado por startups que buscan cubrir las necesidades de financiación generadas por la negativa de muchas entidades financieras a conceder préstamos para nuevos proyectos y por el aumento de los requisitos necesarios para acceder a la financiación que tanto particulares como empresas necesitan.
A raíz de este cambio de tendencia y de necesidades de los usuarios, los micropréstamos entre particulares también derivaron hacia este nuevo panorama, es decir, el intercambio monetario de pequeñas cantidades de dinero sin la intermediación de entidades financieras facilitado por las startups basadas en la innovación tecnológica y nuevos servicios financieros.
Algunas de estas empresas ofrecen sus servicios en forma de red social donde los usuarios puedan interactuar entre ellos públicamente. Otras empresas lo hacen en forma de plataforma o aplicación de mensajería instantánea donde los individuos pueden mandarse mensajes tanto bilateralmente como en grupo. 
Por otra parte, estas nuevas soluciones resuelven la necesidad que tienen las personas de demandarse y prestarse pequeñas cantidades de dinero entre ellas sin la intermediación de entidades bancarias.

## El Fintech en España: caldo de cultivo para el Social Money
Según el último mapa FinTech español  de la Asociación Española de FinTech e InsurTech (AEFI), en 2015 había unas 122 Fintech operando en España, -si bien cada semana aparece un mínimo de dos startups nuevas”, como destaca Marta Plana, vicepresidenta de AEFI, quien prevé que de cumplirse esta tendencia se podría cerrar el año 2016 con un número muy próximo a las 200 compañías, pudiendo incluso superarse según las previsiones más optimistas. En 2015 estas empresas sumaron  un volumen de inversión de 130 millones de euros, lo que significa un 40% más respecto a la inversión del año anterior.

## Crecimiento del término Social Money
En cuanto al crecimiento de las startups Fintech, dentro de las cuales se encuentran las empresas vinculadas al término Social Money, podemos observar que la revolución ha roto fronteras y volúmenes de inversión. El capital destinado a las compañías del sector se triplicó en 2014 y alcanzó los 11.110 millones de euros, según la consultora Accenture. “Hay una gran demanda de capital, pero también una elevada oferta de fondos o inversores privados que quieren tomar posiciones en este mercado”, explica el director general de la consultora, Agustín Berasaluce. Estados Unidos concentró la mayor parte de esos fondos, pero las operaciones también crecieron el 215% en Europa, hasta los 1.350 millones de euros, gracias al empuje de la City de Londres. De forma más modesta, España sigue avanzando. Sus 122 compañías el año pasado sumaron un volumen de inversión de 130 millones de euros, el 39% más que en 2014, según la compañía Mooverang. Si nos centramos solo en empresas para compartir dinero y gastos, es decir, en lo que se refiere al Social Money.
De acuerdo con una reciente encuesta de Accenture, mientras el 52% de los norteamericanos son "muy conscientes" de los pagos móviles, sólo el 18% los utilizan de forma regular. Los Millennials y los hogares con mayores ingresos van a la cabeza, con un 23% y un 38% en el uso de pagos sin contacto (“contactless”) al menos una vez por semana, respectivamente.
La tecnología de pago móvil se encuentra todavía en sus inicios. Pero eMarketer prevé un crecimiento del 210% en el valor total de las transacciones de pago móvil en 2016, desde $8,71  hasta $27.05 mil millones, por lo que es justo preguntarse cómo las empresas van a cerrar la brecha entre el conocimiento y la adopción de estas nuevas tecnologías.

## Aplicaciones móviles Social Money
Venmo es un servicio de pago móvil que forma parte de PayPal desde su adquisición a finales de 2013. Permite a los usuarios transferir dinero entre sí usando una aplicación móvil o una interfaz web. Venmo cuenta con más de 184 millones de usuarios y 14,5 millones de comercios adheridos, con unas cifras de crecimiento de dinero movido en su aplicación espectaculares: creció un 154% en el primer trimestre de 2016 hasta $3.200 millones.
Lo que hace diferente a Venmo es su aspecto social. Cuando un usuario realiza una transacción, se comparte en su "muro de noticias" y de su red de amigos. Como en Facebook, las transacciones pueden ser privadas, pero la mayoría de los usuarios no cambian la configuración de privacidad, ya que es una característica divertida de la aplicación muy valorada por sus usuarios, especialmente por los Millennials.
Otras empresas Social Money:
PetyCash:es la Red Social que permite compartir pequeñas cantidades de dinero con quien se desee de forma instantánea y segura a través de una app de mensajería instantánea para móviles iPhone y Android.
En concreto, 4 servicios en 1:
(1) Transferencias de dinero entre personas
(2) Seguimiento de deudas y créditos para saber en todo momento el dinero que debes y te deben
(3) Mensajería instantánea (tipo WhatsApp o Telegram) tanto bilateral como en grupo para poder crear eventos y cubrir todas los movimientos de dinero (Social Money) de la vida cotidiana 
(4) Pagos en comercios
Snapchat: es una aplicación móvil dedicada al envío de archivos, los cuales "desaparecen" del dispositivo del destinatario entre uno y diez segundos después de haberlos visto. Fue desarrollada por Evan Spiegel, Bobby Murphy y Reggie Brown, estudiantes de la Universidad de Stanford, en Estados Unidos, en 2010. Son enviados a través de mensajes privados o como "en vivo" o "discover". Con la función Snapcash, los usuarios de esta aplicación pueden añadir el número de una tarjeta de débito, escribir un monto en un mensaje de texto y enviar el dinero a un destinatario al pulsar el botón verde de «Pago».
WeChat: es un servicio de mensajería de texto móvil y servicio de comunicación de mensajes de voz creado por Tencent, diseñado en China y lanzado en enero del 2011. WeChat proporciona comunicación multimedia con la mensajería de texto, mensajería en espera para hablar de voz, transmisión (uno a muchos) de mensajería, foto/vídeo compartido, compartir la ubicación, y el intercambio de información de contacto. También es posible hacer pagos P2P entre usuarios.
1. ↑  «Copia archivada». Archivado desde el original el 15 de septiembre de 2016. Consultado el 1 de septiembre de 2016.
2. ↑  «Copia archivada». Archivado desde el original el 13 de septiembre de 2016. Consultado el 1 de septiembre de 2016.
3. ↑  http://asociacionfintech.es/2016/08/16/claves-entender-la-revolucion-fintech/
4. ↑  http://economia.elpais.com/economia/2016/03/11/actualidad/1457721183_052251.html
5. ↑  http://www.emarketer.com/Article/Mobile-Payments-Will-Triple-US-2016/1013147
6. ↑  http://fortune.com/2015/10/29/mobile-payments-grow-2016/
7. ↑  http://www.recode.net/2016/4/27/11586488/venmo-is-growing-ridiculously-fast-q1-2016
8. ↑  http://www.abc.es/tecnologia/moviles-aplicaciones/20141118/abci-snapcat-snapcash-enviar-dinero-201411181817.html

- Datos: Q30914670